# Agrotis gladiaria
Agrotis gladiaria är en fjärilsart som beskrevs av Morris 1874. Agrotis gladiaria ingår i släktet Agrotis och familjen nattflyn. Inga underarter finns listade i Catalogue of Life.